# Södra Bro
Södra Bro är en by i Gällersta socken i Örebro kommun. Här ligger Gällersta forngård.
Mellan 1990 och 2020 avgränsade SCB här en småort, 1990 benämnd Gällersta. Vid avgränsningen 2020 klassades den som en del av tätorten Ekeby och från 2023 som del av tätorten Frommesta.